# Bryan Robson
OBE Bryan Robson, noto anche con lo pseudonimo di Robbo o Captain Marvel (Chester-le-Street, 11 gennaio 1957), è un ex calciatore, allenatore di calcio e opinionista britannico, di ruolo centrocampista.
Ha iniziato la sua carriera con il West Bromwich Albion nel 1972, dove ha accumulato oltre 200 presenze ed è stato capitano del club prima di trasferirsi al Manchester United nel 1981, dove è diventato il capitano più longevo nella storia del club e ha vinto due medaglie dei vincitori della Premier League, tre FA Cup, una Football League Cup, due FA Community Shield e una Coppa delle Coppe UEFA. Nell'agosto 2011, Robson è stato votato come il più grande giocatore di sempre del Manchester United in un sondaggio sugli ex giocatori del club come parte di un libro, scritto per celebrare il 19º titolo da record del club.
Robson ha rappresentato l'Inghilterra in 90 occasioni tra il 1980 e il 1991, diventando all'epoca il quinto giocatore dell'Inghilterra con più presenze. Il suo conteggio di 26 gol lo collocava all'ottavo posto nella lista in quel momento. Robson ha capitanato il suo paese 65 volte; solo Bobby Moore e Billy Wright hanno capitanato l'Inghilterra in più occasioni. Robson è anche conosciuto con i soprannomi Robbo e Captain Marvel. Bobby Robson ha dichiarato che Robson era, insieme ad Alan Shearer e Kevin Beattie, il miglior giocatore britannico con cui abbia mai lavorato.
Robson ha iniziato la sua carriera manageriale come giocatore-allenatore con il Middlesbrough nel 1994, ritirandosi come giocatore nel 1997. In sette anni come allenatore del Middlesbrough, ha guidato il club in tre finali a Wembley, tutte perse, nelle quali gli è valsa la promozione in Premier League in due occasioni. Tra il 1994 e il 1996, è stato anche assistente allenatore dell'allenatore dell'Inghilterra Terry Venables, venendo incluso anche a Euro 96. In seguito è tornato al West Bromwich Albion per due anni come allenatore, aiutando il club a diventare la prima squadra della massima divisione in 14 anni evitandoli così la retrocessione dopo essere stato l'ultimo della classifica nel giorno di Natale. Meno successo ha avuto la sua breve permanenza come allenatore nel Bradford City e nello Sheffield United, la prima che durò appena sei mesi e finì con la retrocessione in quello che oggi è la Football League Championship, e la seconda che durò meno di un anno e vide la sua squadra non riuscire a conseguire la promozione in Premier League. Il 23 settembre 2009 Robson è stato nominato allenatore della nazionale thailandese . Si è dimesso l'8 giugno 2011. Il 1º luglio 2011 Robson è stato nominato "Global Ambassador" al Manchester United.

## Caratteristiche tecniche
Centrocampista centrale, efficace nell'interdizione e altrettanto utile nella costruzione dell'azione, era un giocatore a tutto campo, dinamico, di buona tecnica e tiro poderoso.
Mancino naturale, ma capace anche col piede destro, ha sempre dimostrato coraggio e fisicità nel gioco, nonostante i non pochi infortuni. Si distingueva per i recuperi in scivolata, per le doti di leader e per il grande senso della posizione anche in area avversaria. In carriera ha dimostrato confidenza con il gol, qualche volta di testa e più sovente con inserimenti in proiezione.
L'agonismo nel gioco e la forte personalità nonché la fascia di capitano gli hanno fatto guadagnare il soprannome di Captain Marvel.

## Carriera

### Giocatore

#### Club
Cresciuto nelle giovanili del West Bromwich Albion, vi ha giocato per sette stagioni, con l'esordio nel 1974 in seconda serie e nel 1976 nella massima serie inglese. È stato compagno di squadra di Cyrille Regis, Laurie Cunningham e Brendon Batson, che formavano il trio noto come The Three Degrees, in onore dell'omonimo gruppo musicale..
Il 1º ottobre 1981 si trasferì al Manchester United per la cifra record dell'epoca di 1,5 milioni di sterline, fortemente voluto dall'allenatore Ron Atkinson.
Ha ereditato la maglia rossa numero 7 già appartenuta a George Best e in seguito resa ancor più celebre da Eric Cantona, David Beckham e Cristiano Ronaldo. Robson l'ha indossata senza glamour, interpretando il ruolo di leader con grinta e sicurezza.
Nel 1984 Robbo, com'era soprannominato, guadagnò la fascia di capitano dei Red Devils, succedendo nel 1984 a Ray Wilkins, in partenza nell'estate per accasarsi in Italia, al Milan. Militò nello United per tutti gli anni '80, periodo in cui la scena inglese ed europea fu dominata dai rivali storici del Liverpool. Entusiasmante furono l'azione e il suo gol proprio contro i Reds nella ripetizione della semifinale di FA Cup nel 1984-1985.
In Inghilterra e in Italia si vociferò di un suo possibile trasferimento in Serie A: Juventus, Milan e Sampdoria erano le presunte società aspiranti, ma al di là di copertine e articoli di stampa l'operazione non si concretizzò mai.
Robson fu decisivo per il Manchester United nella conquista di quattro Coppe d'Inghilterra (nelle stagioni 1982-1983, 1984-1985, 1989-1990, 1993-1994) e di una Coppa di Lega (nella stagione 1991-1992). In ambito internazionale la squadra patì il lungo periodo di squalifica delle squadre inglesi dalle coppe europee, ma resta memorabile, nei quarti di finale di Coppa delle Coppe del 1984, la partita disputata all'Old Trafford con il Barcellona di César Luis Menotti (2-0 l'andata al Camp Nou in favore dei catalani). Il match di ritorno si concluse in rimonta (3-0 per i Red Devils) con una doppietta di Robson e i tifosi esultanti che lo portarono in trionfo sotto gli occhi di Diego Armando Maradona e Schuster.
Nella stagione 1990-1991, primo anno di rientro dei club inglesi nelle competizioni UEFA, il Manchester United riportò in Inghilterra proprio la Coppa delle Coppe, vinta in una finale appassionante con il Barcellona del difensore Ronald Koeman e dell'allenatore Johan Cruijff.
Nelle edizioni 1983, 1984 e 1985 del Pallone d'oro, tutte vinte consecutivamente da Michel Platini, Robson risultò decimo nella classifica e nono in quella del 1987, quando il trofeo fu assegnato a Ruud Gullit. Giocò con noti campioni del calcio britannico di quel periodo: il nordirlandese Norman Whiteside, gli scozzesi Gordon Strachan e Brian McClair, il gallese Mark Huges e, nelle ultime stagioni allo United, con i connazionali Paul Ince e Lee Sharpe, l'irlandese Roy Keane e il gallese Ryan Giggs. Militò nei Red Devils fino al 31 maggio 1994, diventandone un calciatore simbolo e contribuendo al ritorno alla vittoria in campionato (nelle stagioni 1992-1993 e 1993-1994) dopo ventisei anni senza trofei vinti e a dare avvio alla serie di successi della gestione di Alex Ferguson. Conta complessivamente 461 presenze e 99 gol con il Manchester United.
Concluse la carriera di calciatore di club nel Middlesbrough con due stagioni (1994-1995 e 1995-1996) con poche ma significative presenze, che gli fecero guadagnare la stima dei compagni e quindi il ruolo di giocatore-allenatore.

#### Nazionale

Robson (accosciato, al centro) capitano della nazionale inglese al

È stato titolare nell'nazionale inglese Under-21 e poi, per undici anni, della nazionale maggiore inglese. Giocò a centrocampo insieme, tra gli altri, al compagno di club Wilkins, con Glenn Hoddle e poi con Webb, in accoppiata anche nei Red Devils. Convocato e sceso in campo con campioni inglesi di diverse generazioni come Kevin Keegan, Steve Coppell, Tony Woodcock, Trevor Francis, Peter Beardsley, John Barnes, Stuart Pearce, Chris Waddle, Mark Hateley, Gary Lineker e Paul Gazza Gascoigne trascinò spesso la squadra giocando un ruolo di protagonista in molte partite di qualificazione al campionato europeo e al campionato del mondo, ma nelle fasi finali fu poco fortunato.
Al San Mamés di Bilbao, al campionato del mondo 1982, con la nazionale inglese guidata da Ron Greenwood, segnò contro la Francia un gol record, dopo soli 27 secondi dal calcio d'inizio, per poi infortunarsi all'inguine nell'incontro seguente con la Cecoslovacchia. Al campionato d'Europa 1984 l'Inghilterra fu eliminata nel girone di qualificazione, superata di un punto in classifica dalla Danimarca del diciottenne Michael Laudrup e del veterano Allan Simonsen.
Si infortunò nuovamente, questa volta alla spalla, contro il Marocco nella seconda partita degli inglesi al campionato del mondo 1986, dove i bianchi furono eliminati dall'Argentina di Maradona. Al campionato d'Europa 1988 l'Inghilterra fu eliminata dopo il girone eliminatorio e contro i Paesi Bassi poi laureatisi campioni d'Europa, dopo due legni di Lineker e Hoddle sullo 0-0 e il vantaggio di Van Basten, Robson segnò il gol del provvisorio pareggio.
Un altro infortunio lo fermò anche al campionato del mondo 1990, dove fu sostituito da David Platt, con i leoni che ben figurarono nel gioco e raggiunsero il quarto posto, dopo aver perso la finale di consolazione contro i padroni di casa dell'Italia.
Sempre molto stimato, in particolare dal commissario tecnico Bobby Robson,, Bryan Robson totalizzò in nazionale, dal 1980 al 1991, 90 presenze ufficiali, di cui 65 da capitano, con 26 gol realizzati.

### Allenatore
Nel 1994-1995 assunse il ruolo di giocatore-allenatore del Middlesbrough, che condusse alla promozione dalla serie cadetta alla massima serie, dove esordì come tecnico il 20 agosto 1995 con un pareggio (1-1) contro l'Arsenal. Rimase in carica sino alla stagione 2000-2001
In quegli anni il Middlesbrough ingaggiò Nick Barmby e Branco nel 1995, Juninho e Fabrizio Ravanelli nel 1996 e Paul Gascoigne nel 1998.
Robson condusse la squadra a disputare tre finali di coppa a Wembley: in Coppa d'Inghilterra nel 1996-1997 e in Coppa di Lega nelle stagioni 1996-1997 e 1997-1998.
Nel 2003-2004 ha allenato, con risultati poco brillanti, il Bradford City e in seguito ha guidato il West Bromwich Albion. Arrivato nel 2004-2005, ha portato il club alla salvezza all'ultima giornata, ma è stato esonerato l'anno seguente.
Si è quindi seduto sulla panchina dello Sheffield United nel 2007-2008 in Premier division.
Il 23 settembre 2009 fu nominato commissario tecnico della nazionale thailandese, da cui si dimise l'8 giugno 2011 per motivi di salute.

### Dopo il ritiro
Insignito dell'onorificenza di Ufficiale dell'Ordine dell'Impero Britannico, nel 2006 è stata pubblicata la sua autobiografia.
È entrato nella Hall of Fame del calcio inglese e nel 2011 è stato nominato Best Manchester United Player of All Time.
Il 1º luglio 2011 i Red Devils gli hanno conferito il titolo di "ambasciatore globale" e in questa veste ha patrocinato alcuni progetti della Manchester United Foundation.
Nel Regno Unito è una celebrata icona e un riconosciuto opinionista anche fuori dal mondo del calcio.

## Statistiche

### Presenze e reti nei club
| Stagione              | Squadra               | Campionato            | Campionato | Campionato | Coppe nazionali | Coppe nazionali | Coppe nazionali | Coppe continentali | Coppe continentali | Coppe continentali | Altre coppe | Altre coppe | Altre coppe | Totale | Totale |
| Stagione              | Squadra               | Comp                  | Pres       | Reti       | Comp            | Pres            | Reti            | Comp               | Pres               | Reti               | Comp        | Pres        | Reti        | Pres   | Reti   |
| --------------------- | --------------------- | --------------------- | ---------- | ---------- | --------------- | --------------- | --------------- | ------------------ | ------------------ | ------------------ | ----------- | ----------- | ----------- | ------ | ------ |
| 1974-1975             | West Bromwich         | SD                    | 3          | 2          | FACup+CdL       | 0+0             | 0               |                    | -                  | -                  | -           | -           | -           | 3      | 2      |
| 1975-1976             | West Bromwich         | SD                    | 16         | 1          | FACup+CdL       | 2+0             | 1               | AS                 | 3                  | 0                  | -           | -           | -           | 21     | 3      |
| 1976-1977             | West Bromwich         | FD                    | 23         | 8          | FACup+CdL       | 1+2             | 0               | AS                 | 2                  | 0                  | -           | -           | -           | 28     | 8      |
| 1977-1978             | West Bromwich         | FD                    | 35         | 3          | FACup+CdL       | 2+3             | 0               | -                  | -                  | -                  | -           | -           | -           | 40     | 3      |
| 1978-1979             | West Bromwich         | FD                    | 41         | 7          | FACup+CdL       | 5+3             | 0               | CU                 | 8                  | 2                  | -           | -           | -           | 57     | 9      |
| 1979-1980             | West Bromwich         | FD                    | 35         | 9          | FACup+CdL       | 0+5             | 2               | CU                 | 2                  | 0                  | -           | -           | -           | 42     | 11     |
| 1980-1981             | West Bromwich         | FD                    | 40         | 10         | FACup+CdL       | 2+5             | 1+0             | -                  | -                  | -                  | -           | -           | -           | 47     | 11     |
| lug.-ott. 1981        | West Bromwich         | FD                    | 5          | 0          | FACup+CdL       | -               | -               | CU                 | 2                  | 0                  | -           | -           | -           | 7      | 0      |
| Totale West Bromwich  | Totale West Bromwich  | Totale West Bromwich  | 198        | 40         |                 | 30              | 4               |                    | 17                 | 2                  |             | -           | -           | 245    | 46     |
| ott. 1981-1982        | Manchester Utd        | FD                    | 32         | 5          | FACup+CdL       | 1+2             | 0               | -                  | -                  | -                  | -           | -           | -           | 35     | 5      |
| 1982-1983             | Manchester Utd        | FD                    | 33         | 10         | FACup+CdL       | 6+8             | 3+1             | CU                 | 2                  | 1                  | -           | -           | -           | 49     | 15     |
| 1983-1984             | Manchester Utd        | FD                    | 33         | 12         | FACup+CdL       | 1+6             | 0               | CdC                | 6                  | 4                  | CS          | 1           | 2           | 47     | 18     |
| 1984-1985             | Manchester Utd        | FD                    | 33         | 9          | FACup+CdL       | 4+2             | 2+1             | CU                 | 7                  | 2                  | -           | -           | -           | 46     | 14     |
| 1985-1986             | Manchester Utd        | FD                    | 21         | 7          | FACup+CdL       | 3+2             | 0               | -                  | -                  | -                  | CS+FlsC     | 1+1         | 0+1         | 28     | 8      |
| 1986-1987             | Manchester Utd        | FD                    | 30         | 7          | FACup+CdL       | 0+3             | 0               | -                  | -                  | -                  | -           | -           | -           | 33     | 7      |
| 1987-1988             | Manchester Utd        | FD                    | 36         | 11         | FACup+CdL       | 2+5             | 0               | -                  | -                  | -                  | -           | -           | -           | 43     | 11     |
| 1988-1989             | Manchester Utd        | FD                    | 34         | 4          | FACup+CdL       | 6+3             | 2+2             | -                  | -                  | -                  | CcT         | 3           | 0           | 46     | 8      |
| 1989-1990             | Manchester Utd        | FD                    | 20         | 2          | FACup+CdL       | 4+3             | 2+0             | -                  | -                  | -                  | -           | -           | -           | 27     | 4      |
| 1990-1991             | Manchester Utd        | FD                    | 17         | 1          | FACup+CdL       | 3+5             | 0               | CdC                | 4                  | 0                  | CS          | 0           | 0           | 29     | 1      |
| 1991-1992             | Manchester Utd        | FD                    | 27         | 4          | FACup+CdL       | 2+6             | 0+1             | CdC                | 3                  | 0                  | CS          | 0           | 0           | 38     | 5      |
| 1992-1993             | Manchester Utd        | PL                    | 14         | 1          | FACup+CdL       | 1+1             | 0               | CU                 | 1                  | 0                  | -           | -           | -           | 17     | 1      |
| 1993-1994             | Manchester Utd        | PL                    | 15         | 1          | FACup+CdL       | 2+5             | 1               | UCL                | 4                  | 1                  | CS          | 1           | 0           | 27     | 3      |
| Totale Manchester Utd | Totale Manchester Utd | Totale Manchester Utd | 345        | 74         |                 | 86              | 15              |                    | 27                 | 8                  |             | 7           | 3           | 465    | 100    |
| 1994-1995             | Middlesbrough         | PL                    | 22         | 1          | FACup+CdL       | 0+0             | 0               | AI                 | 0                  | 0                  | -           | -           | -           | 22     | 1      |
| 1995-1996             | Middlesbrough         | PL                    | 2          | 0          | FACup+CdL       | 1+1             | 0               | -                  | -                  | -                  | -           | -           | -           | 4      | 0      |
| 1996-1997             | Middlesbrough         | PL                    | 1          | 0          | FACup+CdL       | 0+0             | 0               | -                  | -                  | -                  | -           | -           | -           | 1      | 0      |
| Totale Middlesbrough  | Totale Middlesbrough  | Totale Middlesbrough  | 25         | 1          |                 | 2               | 0               |                    | 0                  | 0                  |             | -           | -           | 27     | 1      |
| Totale carriera       | Totale carriera       | Totale carriera       | 568        | 115        |                 | 118             | 19              |                    | 44                 | 10                 |             | 7           | 3           | 737    | 147    |

### Cronologia presenze e reti in nazionale
| Cronologia completa delle presenze e delle reti in nazionale ― Inghilterra | Cronologia completa delle presenze e delle reti in nazionale ― Inghilterra | Cronologia completa delle presenze e delle reti in nazionale ― Inghilterra | Cronologia completa delle presenze e delle reti in nazionale ― Inghilterra | Cronologia completa delle presenze e delle reti in nazionale ― Inghilterra | Cronologia completa delle presenze e delle reti in nazionale ― Inghilterra | Cronologia completa delle presenze e delle reti in nazionale ― Inghilterra | Cronologia completa delle presenze e delle reti in nazionale ― Inghilterra |
| Data                                                                       | Città                                                                      | In casa                                                                    | Risultato                                                                  | Ospiti                                                                     | Competizione                                                               | Reti                                                                       | Note                                                                       |
| -------------------------------------------------------------------------- | -------------------------------------------------------------------------- | -------------------------------------------------------------------------- | -------------------------------------------------------------------------- | -------------------------------------------------------------------------- | -------------------------------------------------------------------------- | -------------------------------------------------------------------------- | -------------------------------------------------------------------------- |
| 6-2-1980                                                                   | Londra                                                                     | Inghilterra                                                                | 2 – 0                                                                      | Irlanda                                                                    | Qual. Euro 1980                                                            | -                                                                          |                                                                            |
| 31-5-1980                                                                  | Sydney                                                                     | Australia                                                                  | 1 – 2                                                                      | Inghilterra                                                                | Amichevole                                                                 | -                                                                          | 88’                                                                        |
| 10-9-1980                                                                  | Londra                                                                     | Inghilterra                                                                | 4 – 0                                                                      | Norvegia                                                                   | Qual. Mondiali 1982                                                        | -                                                                          |                                                                            |
| 15-10-1980                                                                 | Bucarest                                                                   | Romania                                                                    | 2 – 1                                                                      | Inghilterra                                                                | Qual. Mondiali 1982                                                        | -                                                                          |                                                                            |
| 19-11-1980                                                                 | Londra                                                                     | Inghilterra                                                                | 2 – 1                                                                      | Svizzera                                                                   | Qual. Mondiali 1982                                                        | -                                                                          |                                                                            |
| 25-3-1981                                                                  | Londra                                                                     | Inghilterra                                                                | 1 – 2                                                                      | Spagna                                                                     | Amichevole                                                                 | -                                                                          |                                                                            |
| 29-4-1981                                                                  | Londra                                                                     | Inghilterra                                                                | 0 – 0                                                                      | Romania                                                                    | Qual. Mondiali 1982                                                        | -                                                                          |                                                                            |
| 12-5-1981                                                                  | Londra                                                                     | Inghilterra                                                                | 0 – 1                                                                      | Brasile                                                                    | Amichevole                                                                 | -                                                                          |                                                                            |
| 20-5-1981                                                                  | Londra                                                                     | Inghilterra                                                                | 0 – 0                                                                      | Galles                                                                     | Torneo Interbritannico 1981                                                | -                                                                          |                                                                            |
| 23-5-1981                                                                  | Londra                                                                     | Inghilterra                                                                | 0 – 1                                                                      | Scozia                                                                     | Torneo Interbritannico 1981                                                | -                                                                          |                                                                            |
| 30-5-1981                                                                  | Berna                                                                      | Svizzera                                                                   | 2 – 1                                                                      | Inghilterra                                                                | Qual. Mondiali 1982                                                        | -                                                                          |                                                                            |
| 6-6-1981                                                                   | Budapest                                                                   | Ungheria                                                                   | 1 – 3                                                                      | Inghilterra                                                                | Qual. Mondiali 1982                                                        | -                                                                          | 29’                                                                        |
| 9-9-1981                                                                   | Oslo                                                                       | Norvegia                                                                   | 2 – 1                                                                      | Inghilterra                                                                | Qual. Mondiali 1982                                                        | 1                                                                          |                                                                            |
| 18-11-1981                                                                 | Londra                                                                     | Inghilterra                                                                | 1 – 0                                                                      | Ungheria                                                                   | Qual. Mondiali 1982                                                        | -                                                                          |                                                                            |
| 23-2-1982                                                                  | Londra                                                                     | Inghilterra                                                                | 4 – 0                                                                      | Irlanda del Nord                                                           | Torneo Interbritannico 1982                                                | 1                                                                          |                                                                            |
| 27-4-1982                                                                  | Cardiff                                                                    | Galles                                                                     | 0 – 1                                                                      | Inghilterra                                                                | Torneo Interbritannico 1982                                                | -                                                                          |                                                                            |
| 25-5-1982                                                                  | Londra                                                                     | Inghilterra                                                                | 2 – 0                                                                      | Paesi Bassi                                                                | Amichevole                                                                 | -                                                                          |                                                                            |
| 29-5-1982                                                                  | Glasgow                                                                    | Scozia                                                                     | 0 – 1                                                                      | Inghilterra                                                                | Torneo Interbritannico 1982                                                | -                                                                          |                                                                            |
| 3-6-1982                                                                   | Helsinki                                                                   | Finlandia                                                                  | 1 – 4                                                                      | Inghilterra                                                                | Amichevole                                                                 | 2                                                                          | 65’                                                                        |
| 16-6-1982                                                                  | Bilbao                                                                     | Francia                                                                    | 1 – 3                                                                      | Inghilterra                                                                | Mondiali 1982 - 1º turno                                                   | 2                                                                          |                                                                            |
| 20-6-1982                                                                  | Bilbao                                                                     | Inghilterra                                                                | 2 – 0                                                                      | Cecoslovacchia                                                             | Mondiali 1982 - 1º turno                                                   | -                                                                          | 46’                                                                        |
| 29-6-1982                                                                  | Madrid                                                                     | Germania Ovest                                                             | 0 – 0                                                                      | Inghilterra                                                                | Mondiali 1982 - 2º turno                                                   | -                                                                          |                                                                            |
| 5-7-1982                                                                   | Madrid                                                                     | Spagna                                                                     | 0 – 0                                                                      | Inghilterra                                                                | Mondiali 1982 - 2º turno                                                   | -                                                                          |                                                                            |
| 22-9-1982                                                                  | Copenaghen                                                                 | Danimarca                                                                  | 2 – 2                                                                      | Inghilterra                                                                | Qual. Euro 1984                                                            | -                                                                          | 80’                                                                        |
| 17-11-1982                                                                 | Salonicco                                                                  | Grecia                                                                     | 0 – 3                                                                      | Inghilterra                                                                | Qual. Euro 1984                                                            | -                                                                          | cap.                                                                       |
| 15-12-1982                                                                 | Londra                                                                     | Inghilterra                                                                | 9 – 0                                                                      | Lussemburgo                                                                | Qual. Euro 1984                                                            | -                                                                          | cap.                                                                       |
| 1-6-1983                                                                   | Londra                                                                     | Inghilterra                                                                | 2 – 0                                                                      | Scozia                                                                     | Torneo Interbritannico 1983                                                | 1                                                                          | cap. 25’                                                                   |
| 12-10-1983                                                                 | Budapest                                                                   | Ungheria                                                                   | 0 – 3                                                                      | Inghilterra                                                                | Qual. Euro 1984                                                            | -                                                                          | cap.                                                                       |
| 16-11-1983                                                                 | Lussemburgo                                                                | Lussemburgo                                                                | 0 – 4                                                                      | Inghilterra                                                                | Qual. Euro 1984                                                            | 2                                                                          | cap.                                                                       |
| 29-2-1984                                                                  | Parigi                                                                     | Francia                                                                    | 2 – 0                                                                      | Inghilterra                                                                | Amichevole                                                                 | -                                                                          | cap.                                                                       |
| 4-4-1984                                                                   | Londra                                                                     | Inghilterra                                                                | 1 – 0                                                                      | Irlanda del Nord                                                           | Torneo Interbritannico 1984                                                | -                                                                          | cap.                                                                       |
| 26-5-1984                                                                  | Glasgow                                                                    | Scozia                                                                     | 1 – 1                                                                      | Inghilterra                                                                | Torneo Interbritannico 1984                                                | -                                                                          | cap.                                                                       |
| 2-6-1984                                                                   | Londra                                                                     | Inghilterra                                                                | 0 – 2                                                                      | Unione Sovietica                                                           | Amichevole                                                                 | -                                                                          | cap.                                                                       |
| 10-6-1984                                                                  | Rio de Janeiro                                                             | Brasile                                                                    | 0 – 2                                                                      | Inghilterra                                                                | Amichevole                                                                 | -                                                                          | cap.                                                                       |
| 13-6-1984                                                                  | Montevideo                                                                 | Uruguay                                                                    | 2 – 0                                                                      | Inghilterra                                                                | Amichevole                                                                 | -                                                                          | cap.                                                                       |
| 17-6-1984                                                                  | Ñuñoa                                                                      | Cile                                                                       | 0 – 0                                                                      | Inghilterra                                                                | Amichevole                                                                 | -                                                                          | cap.                                                                       |
| 12-9-1984                                                                  | Londra                                                                     | Inghilterra                                                                | 1 – 0                                                                      | Germania Est                                                               | Amichevole                                                                 | 1                                                                          | cap.                                                                       |
| 17-10-1984                                                                 | Londra                                                                     | Inghilterra                                                                | 5 – 0                                                                      | Finlandia                                                                  | Qual. Mondiali 1986                                                        | 1                                                                          | cap. 75’                                                                   |
| 14-11-1984                                                                 | Istanbul                                                                   | Turchia                                                                    | 0 – 8                                                                      | Inghilterra                                                                | Qual. Mondiali 1986                                                        | 3                                                                          | cap.                                                                       |
| 26-3-1985                                                                  | Londra                                                                     | Inghilterra                                                                | 2 – 1                                                                      | Irlanda                                                                    | Amichevole                                                                 | -                                                                          | cap. 67’                                                                   |
| 1-5-1985                                                                   | Bucarest                                                                   | Romania                                                                    | 0 – 0                                                                      | Inghilterra                                                                | Qual. Mondiali 1986                                                        | -                                                                          | cap.                                                                       |
| 22-5-1985                                                                  | Helsinki                                                                   | Finlandia                                                                  | 1 – 1                                                                      | Inghilterra                                                                | Qual. Mondiali 1986                                                        | -                                                                          | cap.                                                                       |
| 25-5-1985                                                                  | Edimburgo                                                                  | Scozia                                                                     | 1 – 0                                                                      | Inghilterra                                                                | Coppa Stanley Rous 1985                                                    | -                                                                          | cap.                                                                       |
| 6-6-1985                                                                   | Città del Messico                                                          | Inghilterra                                                                | 1 – 2                                                                      | Italia                                                                     | Copa Città del Messico 1985                                                | -                                                                          | cap.                                                                       |
| 9-6-1985                                                                   | Città del Messico                                                          | Messico                                                                    | 1 – 0                                                                      | Inghilterra                                                                | Copa Città del Messico 1985                                                | -                                                                          | cap.                                                                       |
| 12-6-1985                                                                  | Città del Messico                                                          | Germania Ovest                                                             | 0 – 3                                                                      | Inghilterra                                                                | Torneo Azteca                                                              | 1                                                                          | cap. 73’                                                                   |
| 16-6-1985                                                                  | Los Angeles                                                                | Stati Uniti                                                                | 0 – 5                                                                      | Inghilterra                                                                | Amichevole                                                                 | -                                                                          | cap. 63’                                                                   |
| 11-9-1985                                                                  | Londra                                                                     | Inghilterra                                                                | 1 – 1                                                                      | Romania                                                                    | Qual. Mondiali 1986                                                        | -                                                                          | cap.                                                                       |
| 16-10-1985                                                                 | Londra                                                                     | Inghilterra                                                                | 5 – 0                                                                      | Turchia                                                                    | Qual. Mondiali 1986                                                        | 1                                                                          | cap. 66’                                                                   |
| 26-2-1986                                                                  | Tel-Aviv                                                                   | Israele                                                                    | 1 – 2                                                                      | Inghilterra                                                                | Amichevole                                                                 | 2                                                                          | cap.                                                                       |
| 17-5-1986                                                                  | Los Angeles                                                                | Messico                                                                    | 0 – 3                                                                      | Inghilterra                                                                | Amichevole                                                                 | -                                                                          | cap. 71’                                                                   |
| 3-6-1986                                                                   | Monterrey                                                                  | Inghilterra                                                                | 0 – 1                                                                      | Portogallo                                                                 | Mondiali 1986 - 1º turno                                                   | -                                                                          | cap. 80’                                                                   |
| 6-6-1986                                                                   | Monterrey                                                                  | Marocco                                                                    | 0 – 0                                                                      | Inghilterra                                                                | Mondiali 1986 - 1º turno                                                   | -                                                                          | cap. 41’                                                                   |
| 15-10-1986                                                                 | Londra                                                                     | Inghilterra                                                                | 3 – 0                                                                      | Irlanda del Nord                                                           | Qual. Euro 1988                                                            | -                                                                          | cap.                                                                       |
| 18-2-1987                                                                  | Madrid                                                                     | Spagna                                                                     | 2 – 4                                                                      | Inghilterra                                                                | Amichevole                                                                 | -                                                                          | cap.                                                                       |
| 1-4-1987                                                                   | Belfast                                                                    | Irlanda del Nord                                                           | 0 – 2                                                                      | Inghilterra                                                                | Qual. Euro 1988                                                            | 1                                                                          | cap.                                                                       |
| 29-4-1987                                                                  | Smirne                                                                     | Turchia                                                                    | 0 – 0                                                                      | Inghilterra                                                                | Qual. Euro 1988                                                            | -                                                                          | cap.                                                                       |
| 19-5-1987                                                                  | Londra                                                                     | Inghilterra                                                                | 1 – 1                                                                      | Brasile                                                                    | Amichevole                                                                 | -                                                                          | cap.                                                                       |
| 23-5-1987                                                                  | Glasgow                                                                    | Scozia                                                                     | 0 – 0                                                                      | Inghilterra                                                                | Coppa Stanley Rous 1987                                                    | -                                                                          | cap.                                                                       |
| 14-10-1987                                                                 | Londra                                                                     | Inghilterra                                                                | 8 – 0                                                                      | Turchia                                                                    | Qual. Euro 1988                                                            | 1                                                                          | cap.                                                                       |
| 11-11-1987                                                                 | Belgrado                                                                   | Jugoslavia                                                                 | 1 – 4                                                                      | Inghilterra                                                                | Qual. Euro 1988                                                            | 1                                                                          | cap. 76’                                                                   |
| 23-3-1988                                                                  | Londra                                                                     | Inghilterra                                                                | 2 – 2                                                                      | Paesi Bassi                                                                | Amichevole                                                                 | -                                                                          | cap.                                                                       |
| 27-4-1988                                                                  | Budapest                                                                   | Ungheria                                                                   | 0 – 0                                                                      | Inghilterra                                                                | Amichevole                                                                 | -                                                                          | cap.                                                                       |
| 21-5-1988                                                                  | Londra                                                                     | Inghilterra                                                                | 1 – 0                                                                      | Scozia                                                                     | Amichevole                                                                 | -                                                                          | cap.                                                                       |
| 24-5-1988                                                                  | Londra                                                                     | Inghilterra                                                                | 1 – 1                                                                      | Colombia                                                                   | Amichevole                                                                 | -                                                                          | cap.                                                                       |
| 28-5-1988                                                                  | Losanna                                                                    | Svizzera                                                                   | 0 – 1                                                                      | Inghilterra                                                                | Amichevole                                                                 | -                                                                          | cap. 79’                                                                   |
| 12-6-1988                                                                  | Stoccarda                                                                  | Irlanda                                                                    | 1 – 0                                                                      | Inghilterra                                                                | Euro 1988 - 1º turno                                                       | -                                                                          | cap.                                                                       |
| 15-6-1988                                                                  | Düsseldorf                                                                 | Inghilterra                                                                | 1 – 3                                                                      | Paesi Bassi                                                                | Euro 1988 - 1º turno                                                       | 1                                                                          | cap.                                                                       |
| 18-6-1988                                                                  | Francoforte                                                                | Inghilterra                                                                | 1 – 3                                                                      | Unione Sovietica                                                           | Euro 1988 - 1º turno                                                       | -                                                                          | cap.                                                                       |
| 14-9-1988                                                                  | Londra                                                                     | Inghilterra                                                                | 1 – 0                                                                      | Danimarca                                                                  | Amichevole                                                                 | -                                                                          | cap.                                                                       |
| 19-10-1988                                                                 | Londra                                                                     | Inghilterra                                                                | 0 – 0                                                                      | Svezia                                                                     | Qual. Mondiali 1990                                                        | -                                                                          | cap.                                                                       |
| 16-11-1988                                                                 | Riyadh                                                                     | Arabia Saudita                                                             | 1 – 1                                                                      | Inghilterra                                                                | Amichevole                                                                 | -                                                                          | cap.                                                                       |
| 8-2-1989                                                                   | Atene                                                                      | Grecia                                                                     | 1 – 2                                                                      | Inghilterra                                                                | Amichevole                                                                 | 1                                                                          | cap.                                                                       |
| 8-3-1989                                                                   | Tirana                                                                     | Albania                                                                    | 0 – 2                                                                      | Inghilterra                                                                | Qual. Mondiali 1990                                                        | 1                                                                          | cap.                                                                       |
| 26-4-1989                                                                  | Londra                                                                     | Inghilterra                                                                | 5 – 0                                                                      | Albania                                                                    | Qual. Mondiali 1990                                                        | -                                                                          | cap.                                                                       |
| 23-5-1989                                                                  | Londra                                                                     | Inghilterra                                                                | 0 – 0                                                                      | Cile                                                                       | Coppa Stanley Rous 1989                                                    | -                                                                          | cap.                                                                       |
| 27-5-1989                                                                  | Glasgow                                                                    | Scozia                                                                     | 0 – 2                                                                      | Inghilterra                                                                | Coppa Stanley Rous 1989                                                    | -                                                                          | cap.                                                                       |
| 3-6-1989                                                                   | Londra                                                                     | Inghilterra                                                                | 3 – 0                                                                      | Polonia                                                                    | Qual. Mondiali 1990                                                        | -                                                                          | cap.                                                                       |
| 7-6-1989                                                                   | Copenaghen                                                                 | Danimarca                                                                  | 1 – 1                                                                      | Inghilterra                                                                | Amichevole                                                                 | -                                                                          | cap.                                                                       |
| 11-10-1989                                                                 | Chorzów                                                                    | Polonia                                                                    | 0 – 0                                                                      | Inghilterra                                                                | Qual. Mondiali 1990                                                        | -                                                                          | cap.                                                                       |
| 15-11-1989                                                                 | Londra                                                                     | Inghilterra                                                                | 0 – 0                                                                      | Italia                                                                     | Amichevole                                                                 | -                                                                          | cap. 46’                                                                   |
| 13-12-1989                                                                 | Londra                                                                     | Inghilterra                                                                | 2 – 1                                                                      | Jugoslavia                                                                 | Amichevole                                                                 | 2                                                                          | cap. 75’                                                                   |
| 25-4-1990                                                                  | Londra                                                                     | Inghilterra                                                                | 4 – 2                                                                      | Cecoslovacchia                                                             | Amichevole                                                                 | -                                                                          | cap. 75’                                                                   |
| 22-5-1990                                                                  | Londra                                                                     | Inghilterra                                                                | 1 – 2                                                                      | Uruguay                                                                    | Amichevole                                                                 | -                                                                          | cap.                                                                       |
| 2-6-1990                                                                   | Tunisi                                                                     | Tunisia                                                                    | 1 – 1                                                                      | Inghilterra                                                                | Amichevole                                                                 | -                                                                          | cap.                                                                       |
| 11-6-1990                                                                  | Cagliari                                                                   | Irlanda                                                                    | 1 – 1                                                                      | Inghilterra                                                                | Mondiali 1990 - 1º turno                                                   | -                                                                          | cap.                                                                       |
| 16-6-1990                                                                  | Cagliari                                                                   | Paesi Bassi                                                                | 0 – 0                                                                      | Inghilterra                                                                | Mondiali 1990 - 1º turno                                                   | -                                                                          | cap. 64’                                                                   |
| 6-2-1991                                                                   | Londra                                                                     | Inghilterra                                                                | 2 – 0                                                                      | Camerun                                                                    | Amichevole                                                                 | -                                                                          | cap. 70’                                                                   |
| 27-3-1991                                                                  | Londra                                                                     | Inghilterra                                                                | 1 – 1                                                                      | Irlanda                                                                    | Qual. Euro 1992                                                            | -                                                                          | cap.                                                                       |
| 16-10-1991                                                                 | Londra                                                                     | Inghilterra                                                                | 1 – 0                                                                      | Turchia                                                                    | Amichevole                                                                 | -                                                                          |                                                                            |
| Totale                                                                     |                                                                            | Presenze                                                                   | 90                                                                         |                                                                            | Reti                                                                       | 26                                                                         |                                                                            |

## Palmarès

### Competizioni nazionali
- Campionato inglese: 2 
Manchester United: 1992-1993, 1993-1994
- Coppa d'Inghilterra: 4 
Manchester United: 1982-1983, 1984-1985, 1989-1990, 1993-1994
- Coppa di Lega inglese: 1 
Manchester United: 1991-1992
- Charity Shield: 2 
Manchester United: 1983, 1993

### Competizioni internazionali
- Coppa delle Coppe: 1 
Manchester United: 1990-1991
- Supercoppa UEFA: 1 
Manchester United: 1991

### Allenatore

#### Competizioni nazionali
- First Division: 1

Middlesbrough: 1994-1995